# Cayo Pomponio Camerino
Cayo o Gayo Pomponio Camerino  fue un senador romano de la primera mitad del siglo II, que desarrolló su carrera política bajo los imperios Trajano, Adriano y Antonino Pío

## Familia
Pertenecía a la misma familia de Cayo Pomponio Pío, consul suffectus en 98, bajo Nerva y de Cayo Pomponio Rufo, consul suffectus en 95, bajo Domiciano.

## Carrera
Su único cargo conocido fue el de consul ordinarius en 138, último año de vida de Adriano y primer año de gobierno de Antonino Pío.